# Марк (Форсберг)
Епи́скоп Марк (англ. Bishop Mark, в миру Карло Форсберг, англ. Karlo J. Forsberg; 2 апреля 1934, Диарборн, штат Мичиган — 8 января 2018) — епископ Православной Церкви в Америке с титулом «епископ Бостонский». Иконописец.
Тезоименитство — 19 января (Марка Эфесского).

## Биография
26 июля 1964 года рукоположён во пресвитера в Мелькитской греко-католической церкви. Был женат. В следующем году перешёл в православие.
Поступил в Свято-Владимирскую духовную семинарию в Йонкерсе и одновременно служил на приходах Антиохийского Патриархата: Георгиевском церкви в Олбани, штат Нью-Йорк и затем в Георгиевской церкви в Уитчите Wichita, штат Канзас. Затем был принят в Румынскую епископию Православной церкви в Америке и служил в храме Святого Фомы в Сент-Луисе, штат Миссури. Затем перешёл в Албанскую епархию, служил в Георгиевском соборе в Бостоне.
В 1975 году, после смерти епископа Стефана (Ласко), возглавил Албанскую православную епархию. В июне 1979 года был избран епископом.
10 ноября 1979 года в Свято-Георгиевском соборе был рукоположён во епископа Бостонского, Ново-Английского и Албанского. К тому времени его епархия насчитывала порядка 75000 человек.
В 1983 году назначен епископом Бетездским, викарием Вашингтонской епархии.
В марте 1985 года избран епископом Форт-Лодердэйлским, викарием Епархии Юга.
На Пасху 1989 года упоминается также управляющим Средне-Западной епархией.
С 3 мая 1991 года — вновь епископ Вифездский, викарий Вашингтонской епархии.
Решением Архиерейского Синода от 19-22 марта 2001 года, епископ Вифездский Марк был почислен на покой с титулом «бывшего Бостонского». Проживал на покое в городе Бойнтон-Бич, штат Флорида.
Скончался 8 января 2018 года, на 84-м году жизни. Отпевание было совершено 11-12 января 2018 года.